# Castell d'Oló
El castell d'Oló és una fortificació medieval del terme municipal de Santa Maria d'Oló, de la comarca del Moianès. Està situat al capdamunt del poble vell de Santa Maria d'Oló, a Dalt del Poble, a l'extrem de migdia del lloc on s'estén actualment aquest poble.

## Història
El Castell d'Oló era un important castell que tenia al seu càrrec la defensa i domini de tot l'actual terme municipal de Santa Maria d'Oló més tot el de l'Estany. La seva situació enclotada feia que necessités altres castells o guàrdies que formaven part del seu sistema de control, entre els quals destaca el castell d'Aguiló, actualment del tot desaparegut. També en devien formar part, segons la bibliografia consultada, diverses torres de les quals no queda actualment més que el nom, en diversos masos del terme.
El nom d'Oló està documentat des del 889, amb el terme definit ja el 927 i el castell esmentat explícitament el 931. El ple domini era comtal, però per delegació dels comtes, de primer com a vicaris, després en qualitat de feudataris, hi actuava la família Oló, descendents dels vescomtes de Girona. Sesmond d'Oló n'era vicari comtal el 986. Sesmond era fill de Guiniguis Mascaró, vescomte de Girona. Guillem de Mediona, fill de Sesmond d'Oló, fou el segon vicari comtal d'Oló. Els Oló, descendents directes dels esmentats, continuaren amb el domini del castell i terme d'Oló fins ben entrat el segle xiv, tot i que hi hagué un parèntesi en què, per interessos reials Ramon Berenguer III cedí el castell al que havia estat tutor seu, Bernat Guillem de Gurb-Queralt. Tanmateix, aquest encomanà la custòdia del castell l'any 1097 a dos germans Oló, els descendents dels quals reberen en empenyorament el castell i terme el 1202.
El 1333 Oló, castell i terme, fou comprat a Arnau d'Oló per la casa dels Montcada, que en algun moment en el segle xi també apareixen en algun document com a possessors del castell. El 1364 els Montcada vengueren Oló al monestir de Santa Maria de l'Estany, però una revolta popular impedí als canonges de l'Estany de prendre'n possessió, atès que els olonencs es volien redimir del seu domini. Després d'uns trenta anys de litigis i lluites, les tropes de l'abat de l'Estany assetjaren i ocuparen Oló; a continuació, els d'Oló contraatacaren, assetjant l'Estany i obligant la comunitat a fugir fins a Sabadell. Els monjos es reorganitzaren des de Manresa i van tornar a atacar Oló, conquerint-lo definitivament.
No està documentat de quina manera el monestir de l'Estany obtingué tota la jurisdicció sobre Oló, però la tenien, de manera que s'havia perdut del tot el domini reial sobre Oló. Tanmateix, la secularització de la canònica de Santa Maria de l'Estany acabà amb aquest domini. El castell i el terme d'Oló passaren a mans de les Cinc Dignitats Reials (cinc ardiaconats creats per Felip II a les seus de Girona, Barcelona i Vic), fins que el 1606 esdevingué carrer de Barcelona, amb la qual cosa es reintegrava a la Corona.

## Edifici
Restes de murs i d'una torre rodona, ara englobada a una casa tardana, al cim del poble antic. La torre avui es troba envoltada de cases modernes i ha estat molt transformada per tal de poder-la utilitzar com d'habitatge. El fragment que es pot veure es troba al cantó de ponent i té una amplada de 2'25 m. i una alçada d'uns 8 m. Hi podem observar tres finestres; la de la part inferior és la més antiga. A sobre d'aquesta hi ha una lapida amb una inscripció feta al segle xviii que diu: "És el castell d'Oló". Les altres dues finestres són modernes. L'aparell comprès des de la primera finestra fins i tot la inscripció és d'època romànica, a base de carreus disposats en filades. A l'altre costat del carrer hi ha les restes d'uns murs del castell, en els quals cal destacar una filada obrada en "opus spicatum".